# 코파 가나도레스 데 코파
코파 가나도레스 데 코파(스페인어: Copa Ganadores de Copa) 또는 레코파 수다메리카나 데 클루베스(스페인어: Recopa Sudamericana de Clubes)는 1970년부터 1971년까지 남미 축구 연맹(CONMEBOL)이 주관했던 클럽 축구 대회이다. 남미 각국의 국내 컵 대회 우승 팀, 코파 리베르타도레스 참가 자격을 획득하지 못한 팀들 가운데 성적이 가장 높은 팀들이 참가했다.

## 진행 방식
대회에 참가하는 팀들을 2개 조로 나뉘어 조별 예선을 치렀으며 각 조 1위 팀이 홈 앤 어웨이 방식으로 진행되는 결승전에 진출했다. 모든 조별 예선 경기는 각각 다른 도시에서 개최되었다. 코파 가나도레스 데 코파 참가 자격은 회원국마다 서로 다른 기준에 따라 부여받았다.
- 아르헨티나: 코파 아르헨티나 우승 팀 (1970 시즌에서는 보카 주니어스가 코파 리베르타도레스 참가 자격을 획득한 상태였기 때문에 준우승 팀인 아틀란타가 참가했다.)
- 볼리비아: 코파 시몬 볼리바르 3위 팀
- 칠레: 칠레 프리메라 디비시온 1969 시즌 플레이오프 승자
- 에콰도르: 코파 에콰도르 우승 팀
- 파라과이: 코파 리베르타도레스 참가 자격을 획득하지 못한 팀들 가운데 리그 성적이 가장 높은 팀
- 페루: 코파 리베르타도레스 참가 자격을 획득하지 못한 팀들 가운데 리그 성적이 가장 높은 팀
- 우루과이: 토르네오 데 코파 우승 팀
- 베네수엘라: 코파 데 베네수엘라 우승 팀 (1970 시즌에서는 데포르티보 갈리시아가 코파 리베르타도레스 참가 자격을 획득한 상태였기 때문에 준우승 팀인 카나리아스가 참가했다.)

## 역대 시즌
| 연도 | 결승전              | 결승전                      | 결승전      |
| 연도 | 우승                | 점수                        | 준우승      |
| ---- | ------------------- | --------------------------- | ----------- |
| 1970 | 마리스칼 산타크루스 | 0 - 0 2 - 0 종합 전적 2 - 0 | 엘 나시오날 |
| 1971 | 아메리카 데 키토    | 리그 라운드                 | 올림피아    |

각주
1. ↑  남미 축구 연맹(CONMEBOL)이 해당 대회의 지위를 친선 대회로 결정했기 때문에 1971 시즌은 정식 대회로 인정되지 않는다.